# 中国人民解放军陆军合成第三旅
合成第三旅（英語：3rd Combined Arms Brigade），又称“钢铁劲旅”，是中国人民解放军陆军第七十三集团军下辖的一个轻型合成旅，驻地浙江省金华市。

## 历史概述
该旅最早编制可追溯至1939年9月成立的八路军120师358旅机关一部及直属队等组建的新的358旅（彭358旅）。参加过抗日战争、第二次国共内战和抗美援朝战争。
建国后的1998年10月，步兵第三师整编为陆军第一集团军摩托化步兵第三旅，师及各团番号撤销。步兵第七、第八、第九团团部分别组建浙江省军区预备役工兵团、江苏省军区预备役高炮师高炮第9团、浙江省军区预备役步兵师第2团团部。2017年改为轻型合成旅，虽仍被广泛称为摩步旅，但实际上略带空中骑兵性质，为现有编制。

## 沿革
参考资料：
| 部隊番號                     | 使用時期              |
| ---------------------------- | --------------------- |
| 八路军新第三五八旅           | 1939年4月-1939年9月   |
| 八路军第一二〇师独立第二旅   | 1939年9月-1947年3月   |
| 西北野战军第三纵队独立第二旅 | 1947年3月-1949年2月   |
| 中国人民解放军第七师         | 1949年2月-1960年1月   |
| 陆军第七师                   | 1960年1月-1969年12月  |
| 陆军第三师                   | 1969年12月-1985年11月 |
| 步兵第三师                   | 1985年11月-1998年10月 |
| 摩托化步兵第三旅             | 1998年10月-2017年2月  |
| 合成第三旅                   | 2017年2月至今         |